# Municipio de Davis (condado de Lafayette)
El municipio de Davis (en inglés: Davis Township) es un municipio ubicado en el condado de Lafayette en el estado estadounidense de Misuri. En el año 2010 tenía una población de 4826 habitantes y una densidad poblacional de 25,45 personas por km².

## Geografía
El municipio de Davis se encuentra ubicado en las coordenadas 39°2′50″N 93°38′48″O / 39.04722, -93.64667. Según la Oficina del Censo de los Estados Unidos, el municipio tiene una superficie total de 189.63 km², de la cual 187,79 km² corresponden a tierra firme y (0,97 %) 1,84 km² es agua.

## Demografía
Según el censo de 2010, había 4826 personas residiendo en el municipio de Davis. La densidad de población era de 25,45 hab./km². De los 4826 habitantes, el municipio de Davis estaba compuesto por el 92,77 % blancos, el 4,5 % eran afroamericanos, el 0,17 % eran amerindios, el 0,25 % eran asiáticos, el 0,73 % eran de otras razas y el 1,6 % eran de una mezcla de razas. Del total de la población el 2,07 % eran hispanos o latinos de cualquier raza.